# Anna Maria Gardell-Ericson

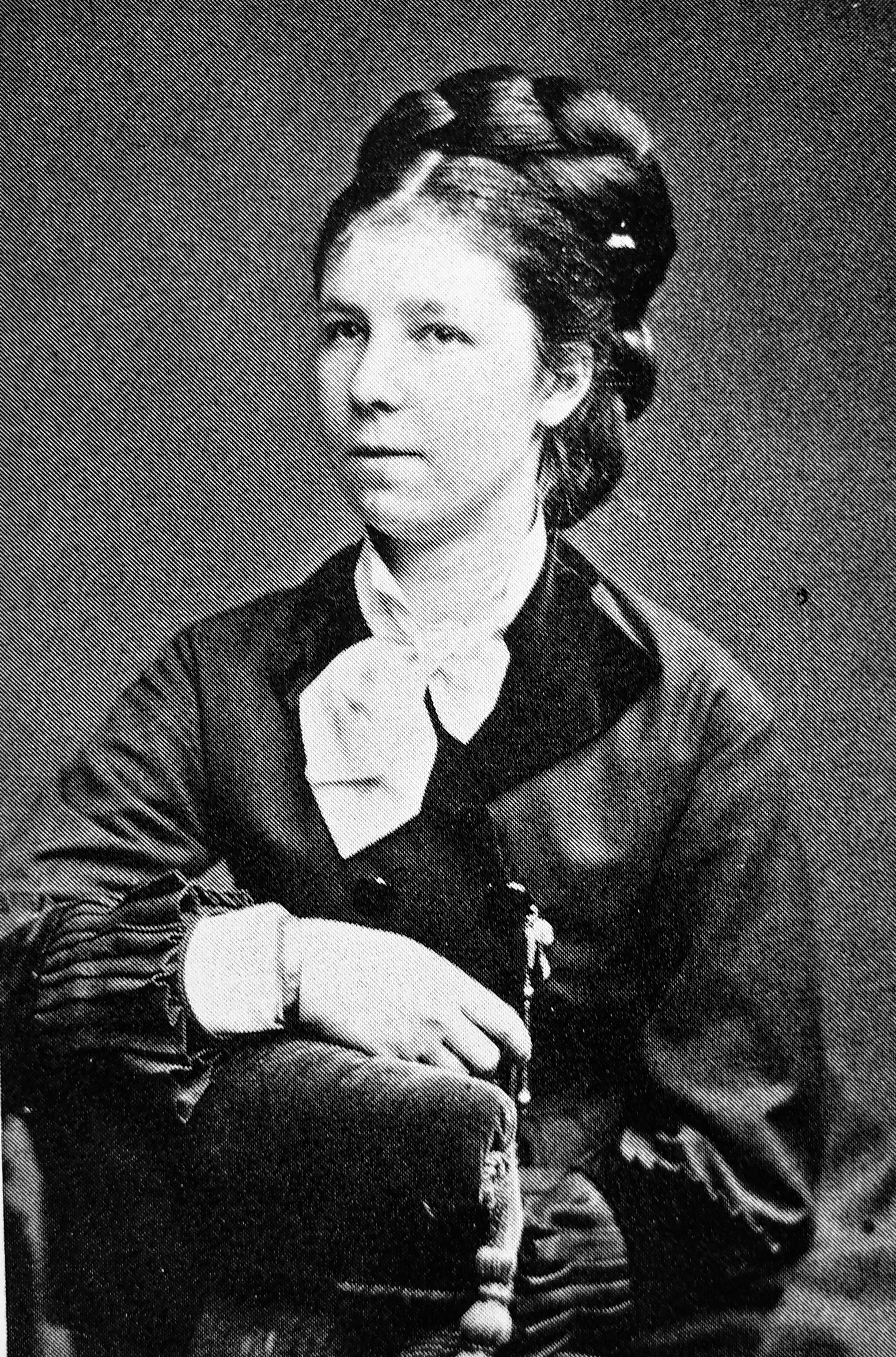
Anna Maria Gardell (ca. 1873)

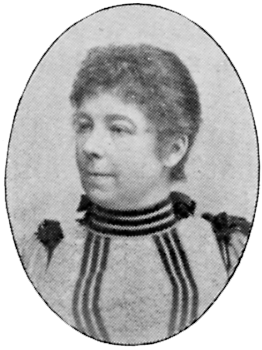
Anna Gardell-Ericson (1901)

Anna Maria Gardell-Ericson (geb. 10. Oktober 1853 in Visby; gest. 2. Juni 1939 in Stockholm) war eine schwedische Malerin und Aquarellistin.

## Biographie
Anna Maria Gardell kam 1853 im gotländischen Visby zur Welt. Ihr Vater Johan Theodore Gardell war dort Beamter, war aber auch als Landschaftsmaler bekannt.
Mit 16 Jahren begann sie zu malen und wegen ihres Talents wurde sie zu Studien in die Schweiz geschickt. Später studierte sie bei Per Daniel Holm an der Kungliga Akademien för de fria konsterna [dt.: Königliche Akademie der freien Künste] in Stockholm. Dort nahm sie auch 1875 an ihrer ersten Ausstellung teil. Schon im folgenden Jahr gewann sie eine Bronzemedaille bei der Centennial Exposition in Philadelphia.
1879 setzte sie ihre Studien in Paris bei Alexandre-Louis Leloir and Ferdinand Heilbuth fort und erstellte insbesondere viele Kopien von Aquarellen von Camille Corot. 1882 hatte sie eine große Ausstellung im Salon de Paris, anschließen erhielt sie einen Vertrag über 1000 Francs im Monat bei der Galerie Goupil & Cie. Im gleichen Jahr heiratete sie den Landschaftsmaler Johan Ericson (1849–1925), der aus Karlshamn stammte. In dieser Zeit wurde sie auch Mitglied der Dudley Gallery art society.
Anna Maria Gardell-Ericson und ihr Ehemann lebten bis 1884 in Frankreich, als eine Choleraepidemie in Paris ausbrach. Sie kehrten nach Schweden zurück und ließen sich in Göteborg nieder, wo sie von 1889 bis 1890 gemeinsam die Göteborger Zeichenschule leiteten (heute Valand Akademie). In dieser Zeit stellte sie regelmäßig in der Gummeson Gallery und bei verschiedenen Kunstvereinen aus. 1893 waren Gardell-Ericsons Werke im Palace of Fine Arts auf der World’s Columbian Exposition in Chicago, Illinois, zu sehen.
Sie spezialisierte sich auf Küstenszenen und Landschaften mit Seen oder Flüssen.
Kurz vor ihrem Tod schrieb sie ihre Memoiren, die jedoch noch nicht veröffentlicht wurden. Anna Gardell-Ericson starb 1939 im Alter von 85 Jahren in Stockholm. Heute befinden sich ihre Werke in Museen in Göteborg und Stockholm, unter anderem im Nationalmuseum. Große Retrospektiven fanden 1939 und 1946 statt.

## Gemälde (Auswahl)

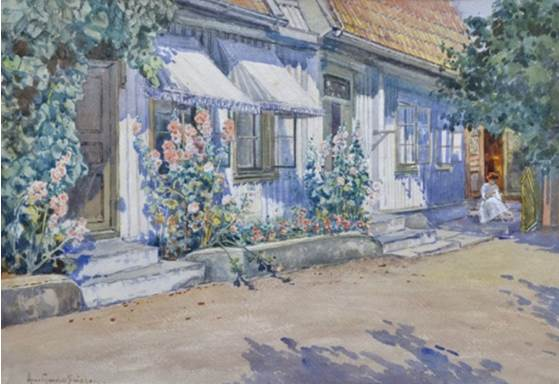
Straße mit Strickerin und Stockrosen
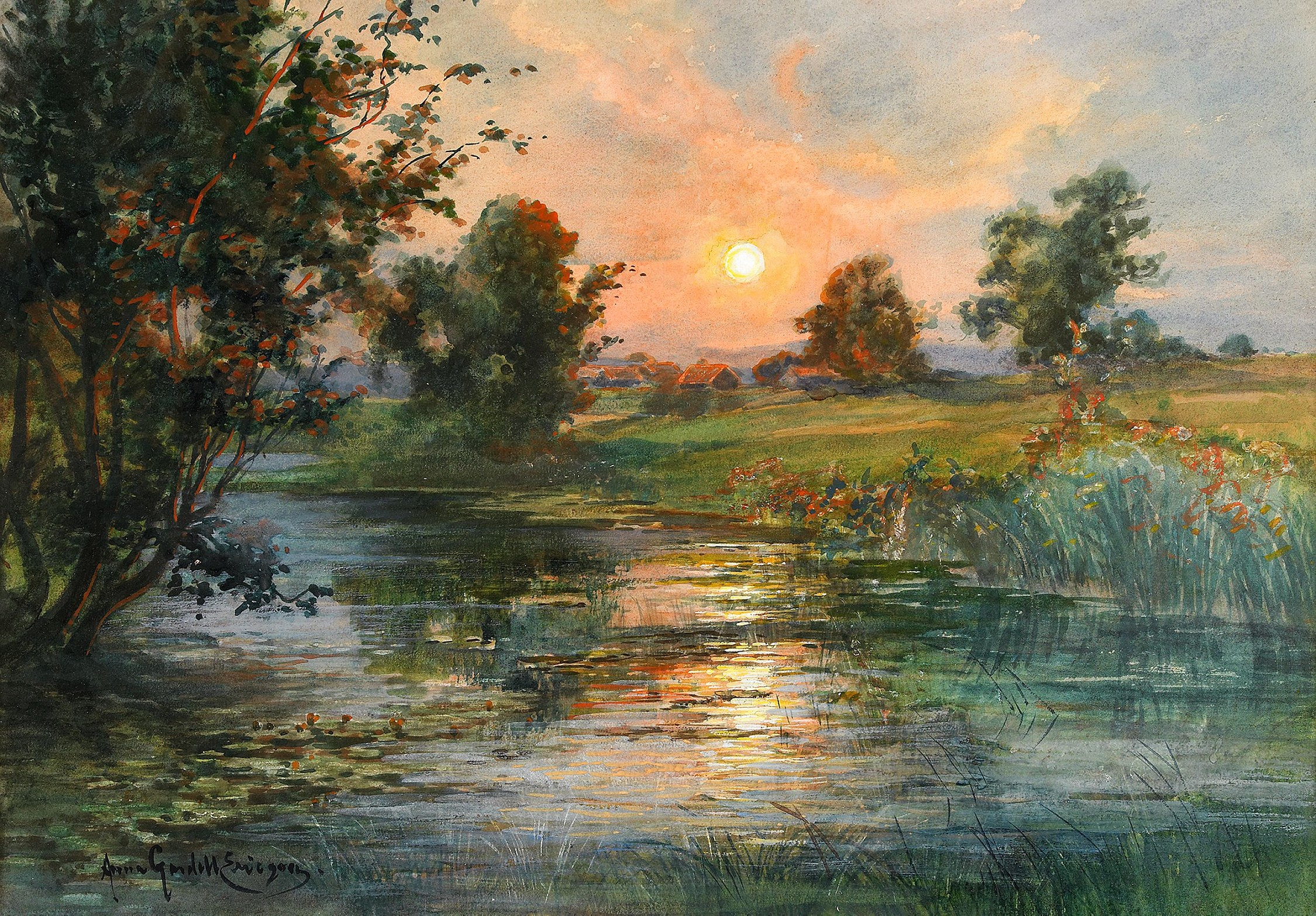
Sonnenaufgang über Wasserlandschaft
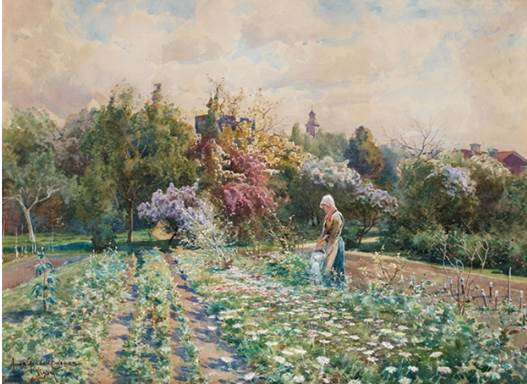
Blumenfeld in Visby
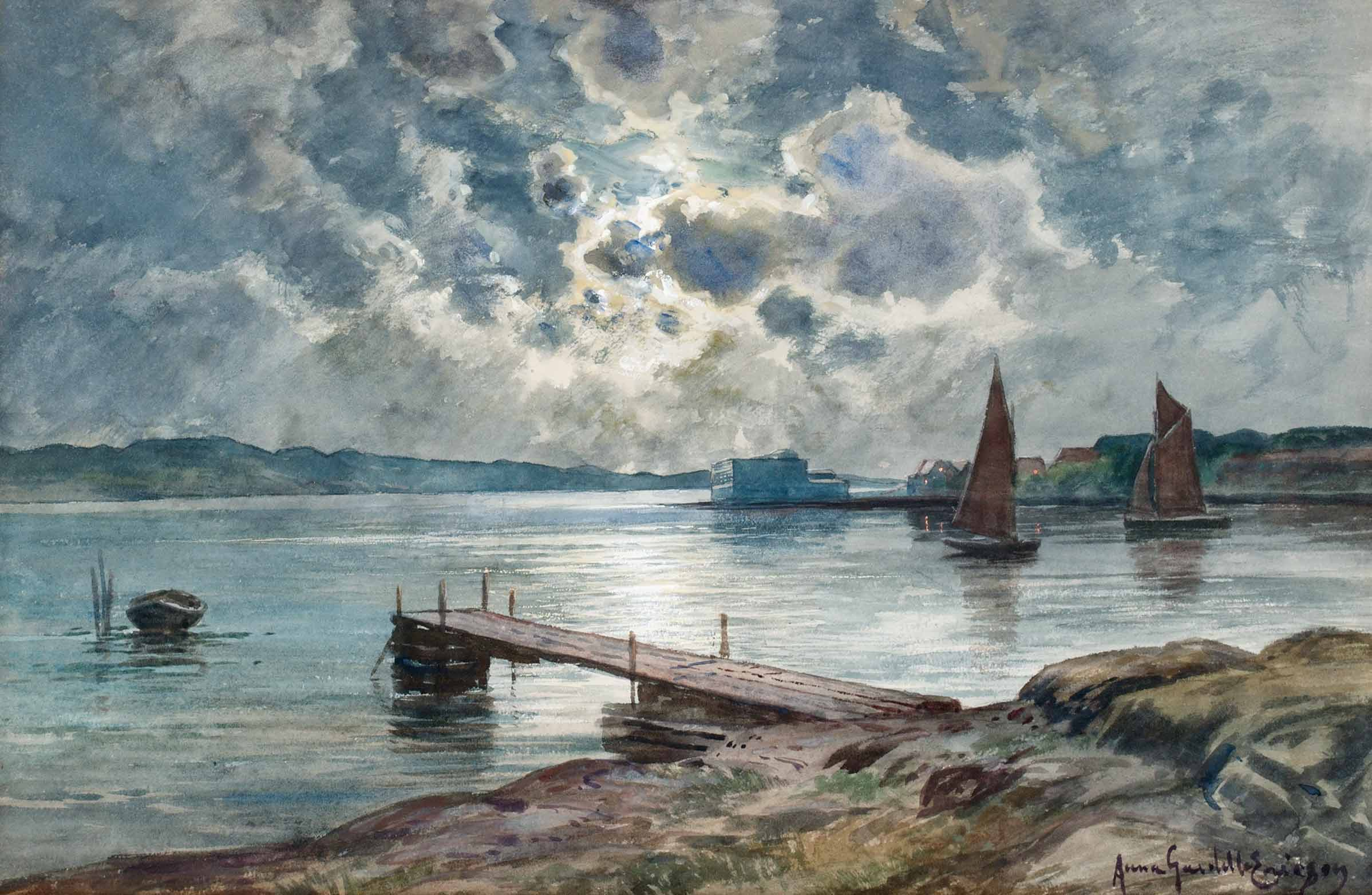
Szene bei Marstrand
Hauptmarkt in Visby
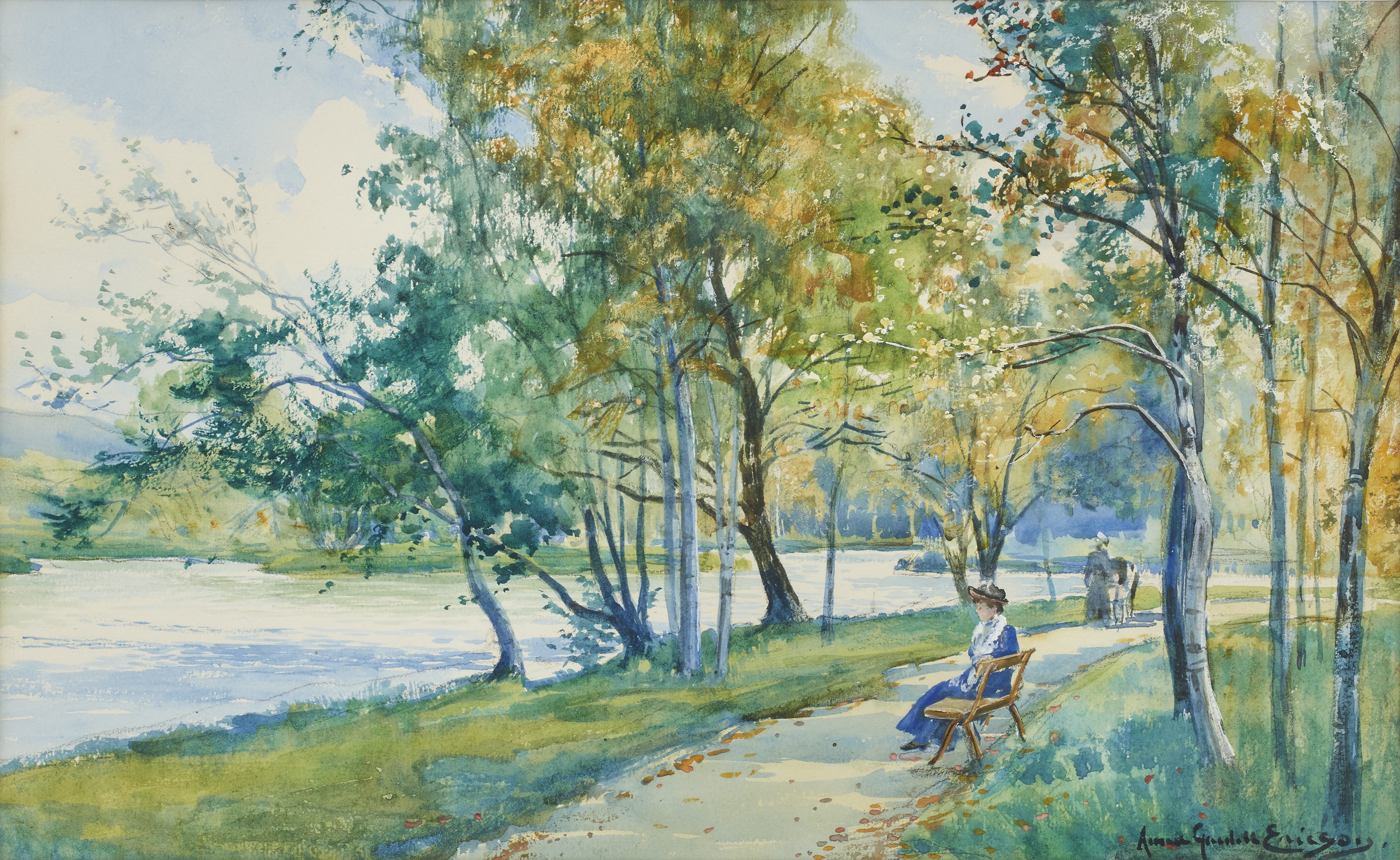
Schlosspark